# Shannon Purser
Shannon Purser (Atlanta, 27 giugno 1997) è un'attrice statunitense.
È conosciuta per aver interpretato i ruoli di Sierra Burgess nel film Sierra Burgess è una sfigata, di Barbara "Barb" Holland nella serie targata Netflix Stranger Things e di Ethel Muggs nella serie per adolescenti della CW Riverdale.

## Biografia
Purser ha frequentato la Kannesaw State University. Ha precedentemente lavorato nel cinema della sua città natale, ma si è concentrata sul lavoro di attrice. Purser ha fatto il suo debutto come attrice nella serie TV fantascientifica dei record Stranger Things, interpretando il personaggio di Barbara Holland, una ragazza intelligente e silenziosa, migliore amica di Nancy Wheeler (Natalia Dyer). Nonostante il suo essere sempre un personaggio secondario molti hanno definito "Barb" il loro personaggio preferito; in più questo ruolo ha portato Purser a una fama internazionale e le ha fatto ricevere una nomination al premio Emmy come migliore attrice guest star in una serie drammatica.
Purser ha interpretato Ethel Muggs nella serie TV drammatica di successo Riverdale e ha avuto un ruolo minore nel film comico del 2018 Life of the Party nel quale, tuttavia, finì per essere tagliata. Nel gennaio 2017 ha avuto la parte di protagonista nel film del 2018 Sierra Burgess è una sfigata. Purser ha interpretato anche Annabelle Bowman, un personaggio ricorrente membro della compagnia teatrale al Santon Hight, nella serie della NBC Rise.

## Vita privata
Il 18 aprile 2017 ha fatto coming out annunciando di essere bisessuale

## Filmografia

### Cinema
- Wish Upon regia di John R. Leonetti (2017)
- Sierra Burgess è una sfigata (Sierra Burgess Is a Loser), regia di Ian Samuels (2018)

### Televisione
- Stranger Things – serie TV, 6 episodi (2016-2017)
- Riverdale – serie TV, 14 episodi (2017-2023)
- Rise – serie TV, 10 episodi (2018)
- Room 104 – serie TV, ep. 4x06 (2020)

#### Doppiatrice
- Final Space – serie TV, 4 episodi (2018-2019)

## Discografia
Singoli
- 2018 – Carry On
- 2018 – Sunflower
- 2019 – Don't Worry 'Bout Me

## Riconoscimenti
- Primetime Emmy Awards
  - 2017 – Candidatura come migliore attrice guest star in una serie drammatica per Stranger Things

## Doppiatrici italiane
Nelle versioni in italiano delle opere in cui ha recitato, Shannon Purser è stata doppiata da:
- Ludovica Bebi in Stranger Things
- Elena Liberati in Riverdale
- Jessica Bologna in Sierra Burgess è una sfigata
- Giulia Catania in Rise